# Abdoulaye Sékou Camara
Abdoulaye Sékou Camara (* 17. November 1985 in Bamako, Mali; † 27. Juli 2013) war ein malischer Fußballspieler. Der im Alter von 27 Jahren verstorbene Stürmer spielte in Mali, Südafrika und Indonesien jeweils in der ersten Liga.

## Sportlicher Werdegang
Camara begann seine Karriere in seinem Heimatland, wo er bei JS Centre Salif Keïta in der Première Division spielte. 2009 wechselte er nach Südafrika, wo er zunächst eine Spielzeit beim Erstligaaufsteiger Jomo Cosmos und anschließend ein Jahr bei Santos Kapstadt in der Premier Soccer League spielte. 2011 wechselte der Offensivspieler in die höchste Spielklasse Indonesiens, die Indonesia Super League, zu PSAP Sigli. Über Persiwa Wamena kam er 2013 innerhalb der Liga zu Pelita Jaya FC.
2009 bestritt Camara ein Länderspiel für die malische Nationalmannschaft.
Während des Trainings für seinen indonesischen Klub brach Camara im Juli 2013 zusammen. Zwar wurde er in eine nahegelegene Klinik gebracht, verstarb jedoch alsbald. Als Todesursache wurde ein Herzinfarkt ausgemacht.